# كريستينا قاو
كريستينا قاو (بالإنجليزية: Christina Gao)‏ هي متزلجة فنية أمريكية، ولدت في 7 مارس 1994 في سينسيناتي في الولايات المتحدة.

## وصلات خارجية
- كريستينا قاو على موقع الاتحاد الدولي للتزلج (الإنجليزية)